# Flughafen Scharura

i7
i11
i13
Der Flughafen Scharura (arabisch مطار شرورة, DMG Maṭār Šarūra, IATA-Code: SHW, ICAO-Code: OESH) liegt in der Provinz Nadschran im Süden Saudi-Arabiens, etwa 2 Kilometer südlich der Stadt Scharura in der Wüste Rub al-Chali.
Der Flughafen liegt auf einer Höhe von 726 m und wurde im Jahr 1972 eröffnet. Von ihm werden nur inländische Flughäfen angesteuert, darunter der Flughafen Riad in der Hauptstadt und der Flughafen Dschidda.